# Dracophyllum minimum
Dracophyllum minimum là một loài thực vật có hoa trong họ Thạch nam. Loài này được F.Muell. mô tả khoa học đầu tiên năm 1858.